# Alchemilla burgensis
Alchemilla burgensis es una especie de planta del género Alchemilla, perteneciente a la familia Rosaceae.

## Taxonomía
Alchemilla burgensis fue descrita por S. E. Fröhner en 1995.

## Distribución
Se encuentra en el territorio de España.